# Lophoura magna
Lophoura magna is een eenoogkreeftjessoort uit de familie van de Sphyriidae. De wetenschappelijke naam van de soort is voor het eerst geldig gepubliceerd in 1971 door Szidat.